# Nohant-Vic
Nohant-Vic è un comune francese di 481 abitanti situato nel dipartimento dell'Indre nella regione del Centro-Valle della Loira. Unisce i vecchi comuni di Nohant e di Vic-sur-Saint-Chartier. 
Qui, nella villa di sua proprietà, è vissuta spesso ed è morta nel 1876 la scrittrice George Sand che è sepolta nel locale cimitero. In questa stessa residenza, durante le estati fra il 1839 e il 1846, il musicista Fryderyk Chopin, compagno della scrittrice, scrisse molte delle sue composizioni.

## Società

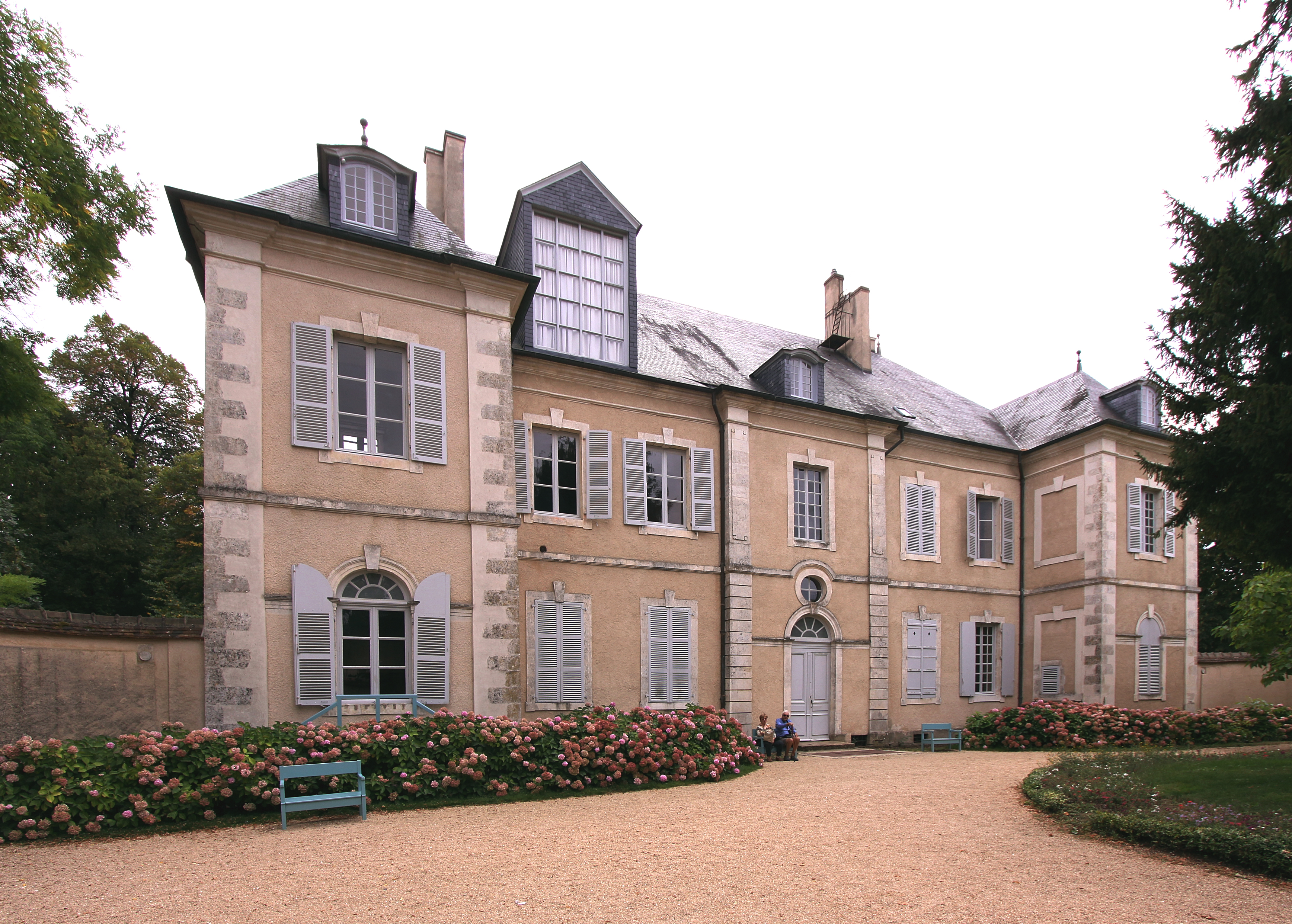
La villa di George Sand

### Evoluzione demografica
Abitanti censiti